# Шуйга (Ленинградская область)
Шуйга — деревня в Шугозёрском сельском поселении Тихвинского района Ленинградской области.

## История

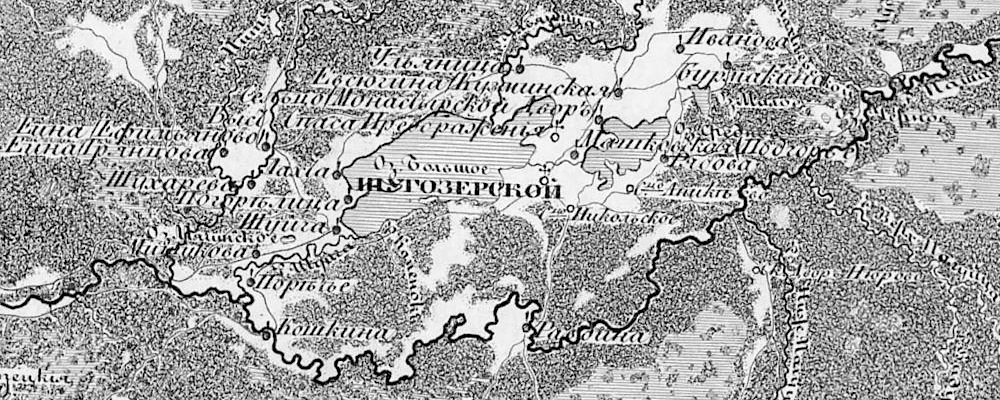
Деревня Шуйга на семитопографической карте Новгородской губернии 1847 года

ШУЙГА — деревня Погорельского общества, прихода Большешугозёрского погоста. 

Крестьянских дворов — 6. Строений — 10, в том числе жилых — 7.

Число жителей по семейным спискам 1879 г.: 14 м. п., 14 ж. п.; по приходским сведениям 1879 г.: 11 м. п., 13 ж. п.

По данным «Трудов комиссии по исследованию кустарной промышленности в России» выпуска 1882 года деревня насчитывала 4 крестьянских двора, число мужских душ в деревне — 10, из них занятых кустарным изготовлением вёдер — 3.
В конце XIX — начале XX века деревня административно относилась к Кузьминской волости 2-го земского участка 2-го стана Тихвинского уезда Новгородской губернии.

ШУЙГА — деревня Погорельского общества, дворов — 7, жилых домов — 12, число жителей: 24 м. п., 28 ж. п. 

Занятия жителей — земледелие, рубка и сплав леса. Река Шуйга и озеро Шугозёрское. Пять кустарных бондарных мастерских, смежна с деревней Погорелицы. (1910 год)

По сведениям на 1 января 1913 года в деревне было 68 жителей из них детей в возрасте от 8 до 11 лет — 4 человека.
Согласно карте Ленинградской области Северо-западного аэрогеодезического треста ГГУ издания 1932 года деревня насчитывала 6 крестьянских дворов:
| Внешние изображения | Внешние изображения              |
| ------------------- | -------------------------------- |
|                     | Деревня Шуйга на карте 1932 года |

По данным 1933 года деревня Шуйга являлась административным центром Погорельского сельсовета Капшинского района Ленинградской области, в который входили 9 населённых пунктов: деревни Гренцово, Ефимьяново, Кошкино, Мишуково, Погорелец, Поречье, Шуйга, хутора Загора и Смелково, общей численностью населения 817 человек.
По данным 1936 года в состав сельсовета входили 8 населённых пунктов, 146 хозяйств и 5 колхозов.
По данным 1966 и 1973 годов деревня Шуйга входила в состав Кузьминского сельсовета Тихвинского района.
По данным 1990 года деревня Шуйга входила в состав Шугозёрского сельсовета.
В 1997 году в деревне Шуйга Шугозёрской волости проживали 59 человек, в 2002 году — 57 человек (русские — 93 %).
В 2007 году в деревне Шуйга Шугозёрского СП проживал 50 человек, в 2010 году — 27.

## География
Деревня расположена в северо-восточной части района на автодороге 41К-946 (Озровичи — Пашозеро — Шугозеро — Ганьково) в месте примыкания к ней автодороги 41К-920 (Шуйга — Погорелец).
Расстояние до административного центра поселения — 5 км.
Расстояние до ближайшей железнодорожной станции Тихвин — 65 км.
Деревня находится на правом берегу реки Шуйга и западном берегу озера Шугозеро.

## Демография
| 2007 | 2010 | 2017 |
| ---- | ---- | ---- |
| 50   | ↘27  | ↗47  |

### Национальный состав
Согласно данным Всероссийской переписи населения 2021 года в деревне проживал 51 человек, из них:
 русские — 43, цыгане — 8 человек.

## Улицы
Дачная, Новосёлов, Советская.